# Le tre Grazie (Pradier)
Le tre Grazie (Les Trois Grâces) è un gruppo scultoreo neoclassico in marmo di Carrara dello scultore francese di origine svizzera James Pradier. L'opera venne realizzata nel 1831 e oggi è conservata al museo del Louvre di Parigi.

## Storia
Jean-Jacques Pradier, detto James, scolpì un modello in gesso nel 1825 circa. Il gruppo scultoreo neoclassico venne esposto al Salone di Parigi del 1831 e venne elogiato dalla critica. L'opera venne acquistata dal ministero della Casa del Re il 27 settembre 1831 e pagata il 24 ottobre 1831. Fu grazie a quest'opera che Pradier ricevette la Legion d'onore. Il gruppo scultoreo rimase nel museo del castello di Versailles fino al maggio del 1928, quando venne trasferito al museo del Louvre.

## Descrizione

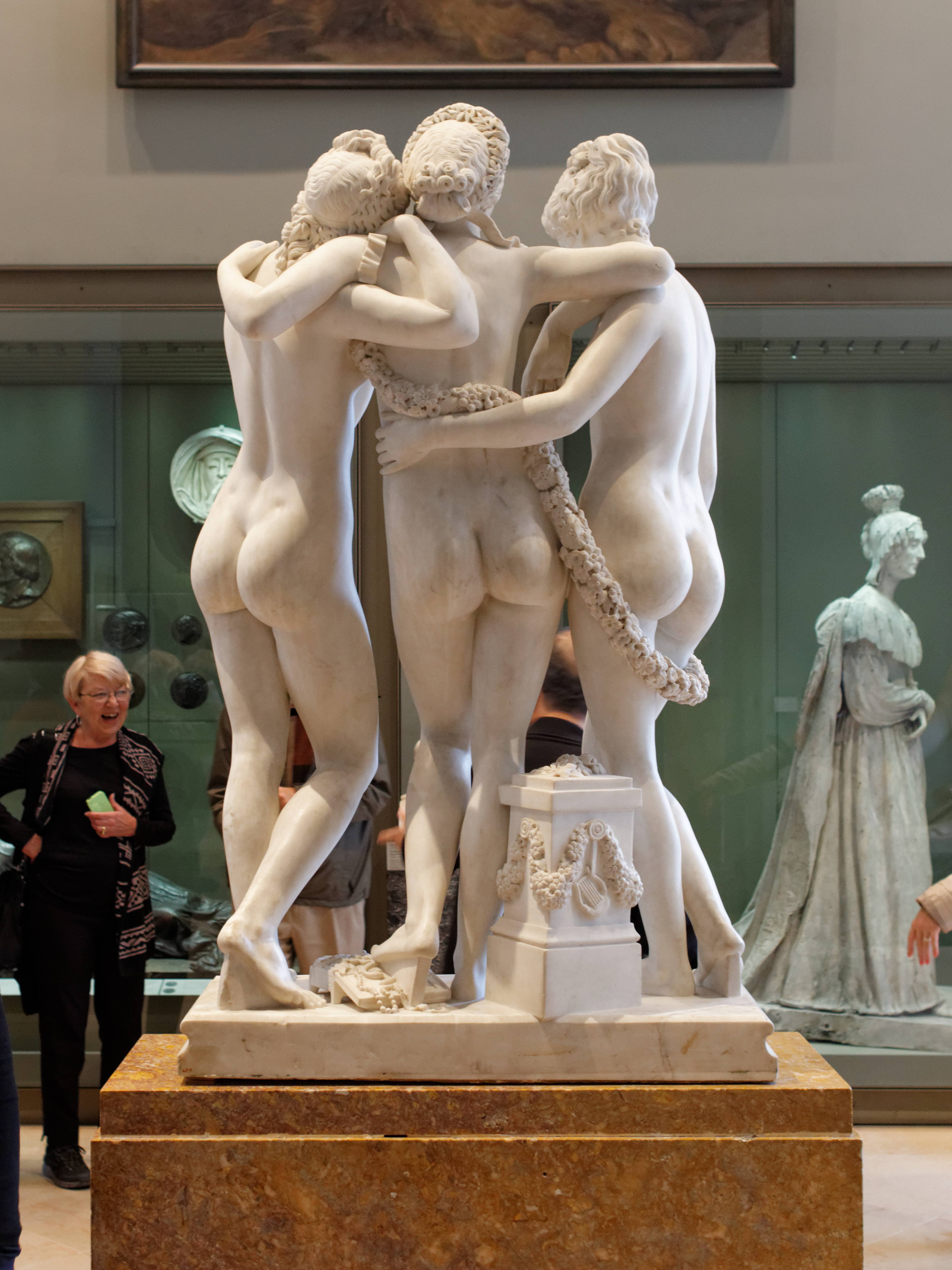
Vista posteriore.

Quest'opera riprende il tema iconografico delle Grazie, le figlie di Zeus ed Eurinome. In epoca neoclassica, questo soggetto era già stato ripreso dallo scultore italiano Antonio Canova e da quello danese Alberto Thorvaldsen. Le tre donne (Aglaia, Eufrosine e Talia) sono raffigurate in piedi, l'una accanto all'altra, e hanno lo sguardo perso nel vuoto. Stanche dopo aver probabilmente danzato, le Grazie cercano di riposarsi stando nella posa più comoda.
Tutte rivolgono il proprio corpo verso lo spettatore, senza dargli le spalle, a differenza della maggior parte dei quadri e delle statue sul tema realizzate in precedenza. La Grazia al centro poggia il proprio piede su un cofanetto pieno di gioielli, mentre le altre due reggono una ghirlanda di fiori. Nel gruppo si nota l'abilità minuziosa dell'artista nel saper realizzare i dettagli in modo realistico.
Il fascino della composizione e la morbidezza dell'esecuzione accomunano questo gruppo a quelli realizzati dal Canova e dal Thorvaldsen. Rispetto al gruppo canoviano, il gruppo di Pradier è più idealizzato al fine di rendere più divine le tre dee. Inoltre, sembra che i corpi delle Grazie di Pradier si offrano senza pudore agli osservatori, in quanto le tre donne non si vergognano della loro nudità totale: infatti, la caratteristica principale di queste dee è la purezza, e il pudore sta solo nell'occhio dell'osservatore.

## Galleria d'immagini

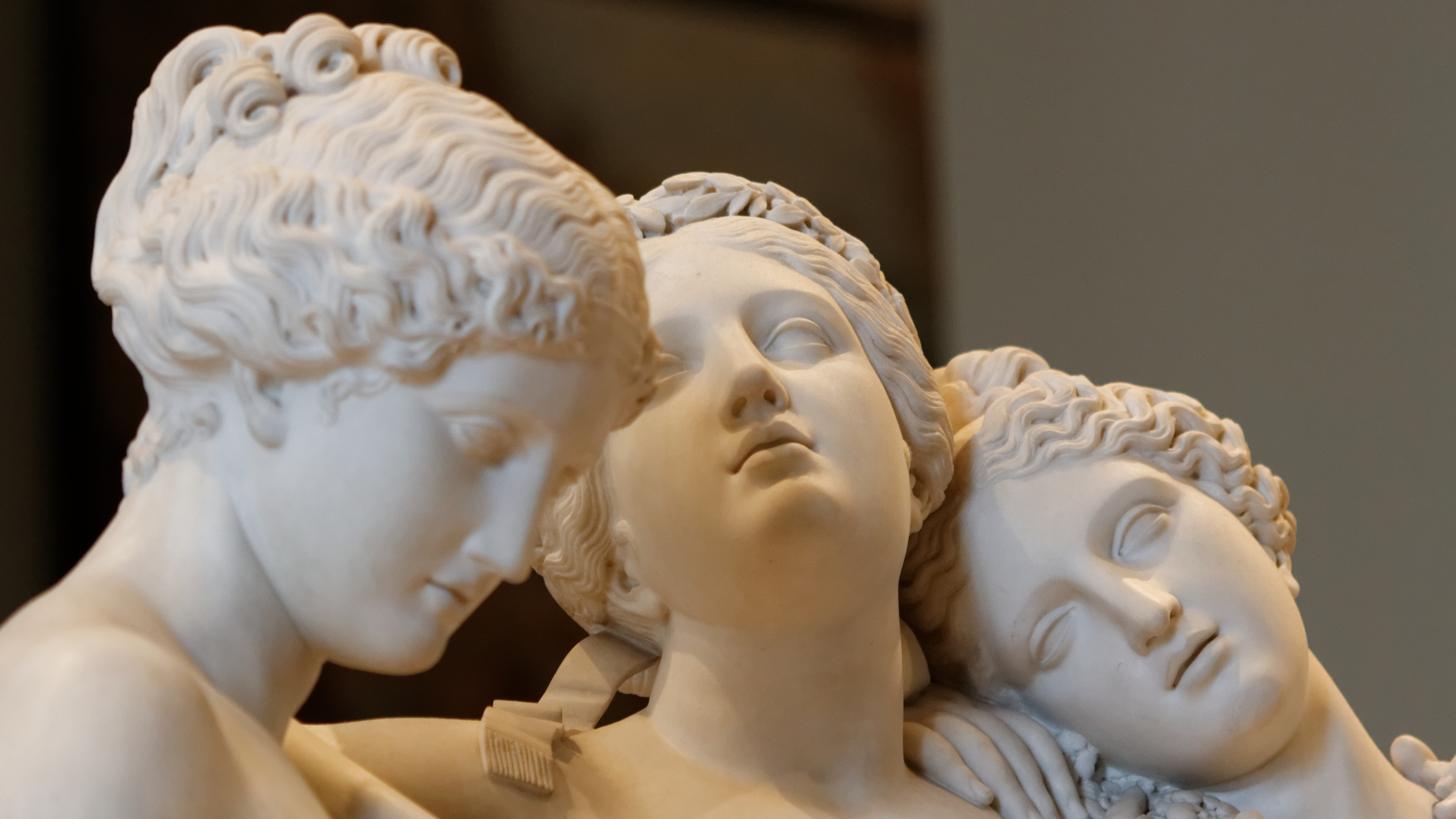
Particolare dei volti delle Grazie.
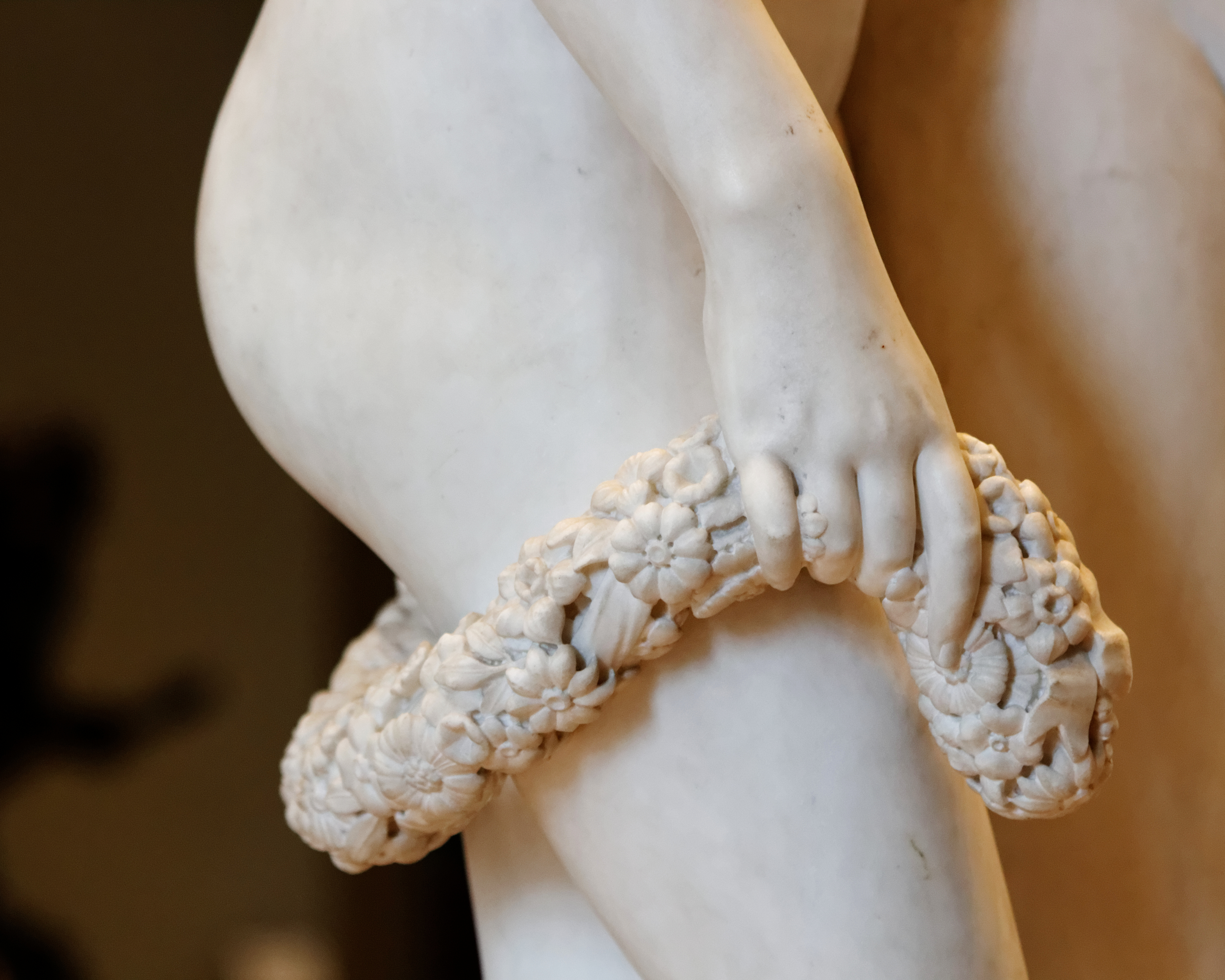
Particolare della ghirlanda della Grazia di sinistra.
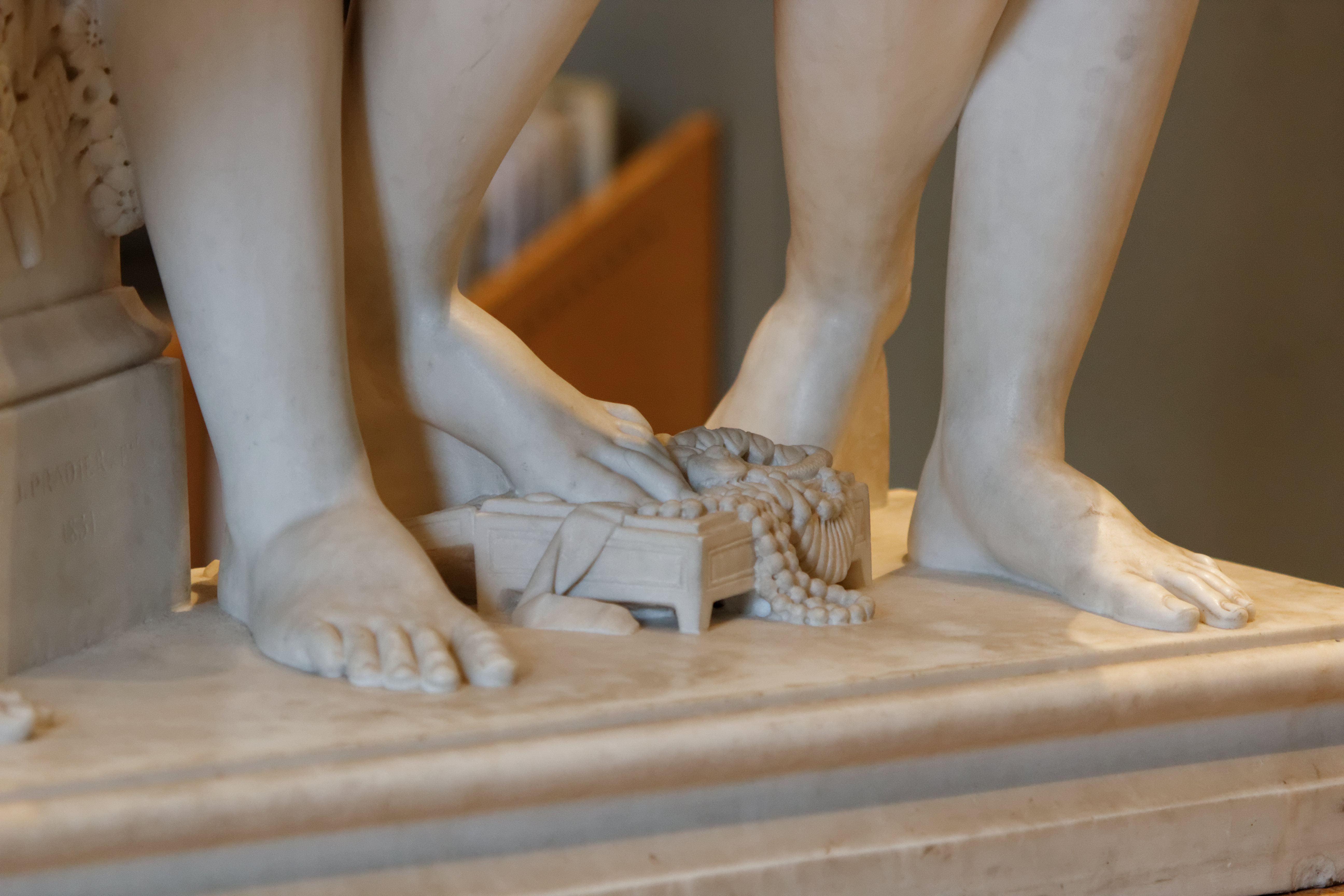
Particolare della scatola con i gioielli.